# Enric Nieto i Nieto
Enric Nieto i Nieto (Barcelona, 6 d'octubre de 1880 - Melilla, 5 de gener de 1954) fou un arquitecte català nascut a Barcelona, fill de Joan Nieto i Viola un mestre d'obres i de Josefa Nieto Casas tots dos de Barcelona. Va establir-se a Melilla, on va dur a terme tota la seva obra arquitectònica, que és principalment d'estil modernista, i va contribuir a la configuració urbanística d'aquesta ciutat.
Va finalitzar els seus estudis l'any 1906, i va estar col·laborant amb Antoni Gaudí en els treballs de la Casa Milà de Barcelona. Va exercir el càrrec d'arquitecte municipal de Barcelona durant 8 anys.
L'any 1909 arribà a Melilla, on va construir la majoria de la seva obra. Primer va fer grans edificis modernistes com la Casa Manuel Buxedas i Aupí, aquest també natural de Barcelona, i posteriorment en un total de quaranta anys va fer edificis d'estils o neoestils clàssics barrocs i finalment art déco. Entre els seus 457 projectes destaquen la casa Tortosa (1914), l'edifici La Reconquista (1915), la casa de los Cristales (1917), la casa El Acueducto (1928) i el palau de la Asamblea (1933-1948).

## Obres

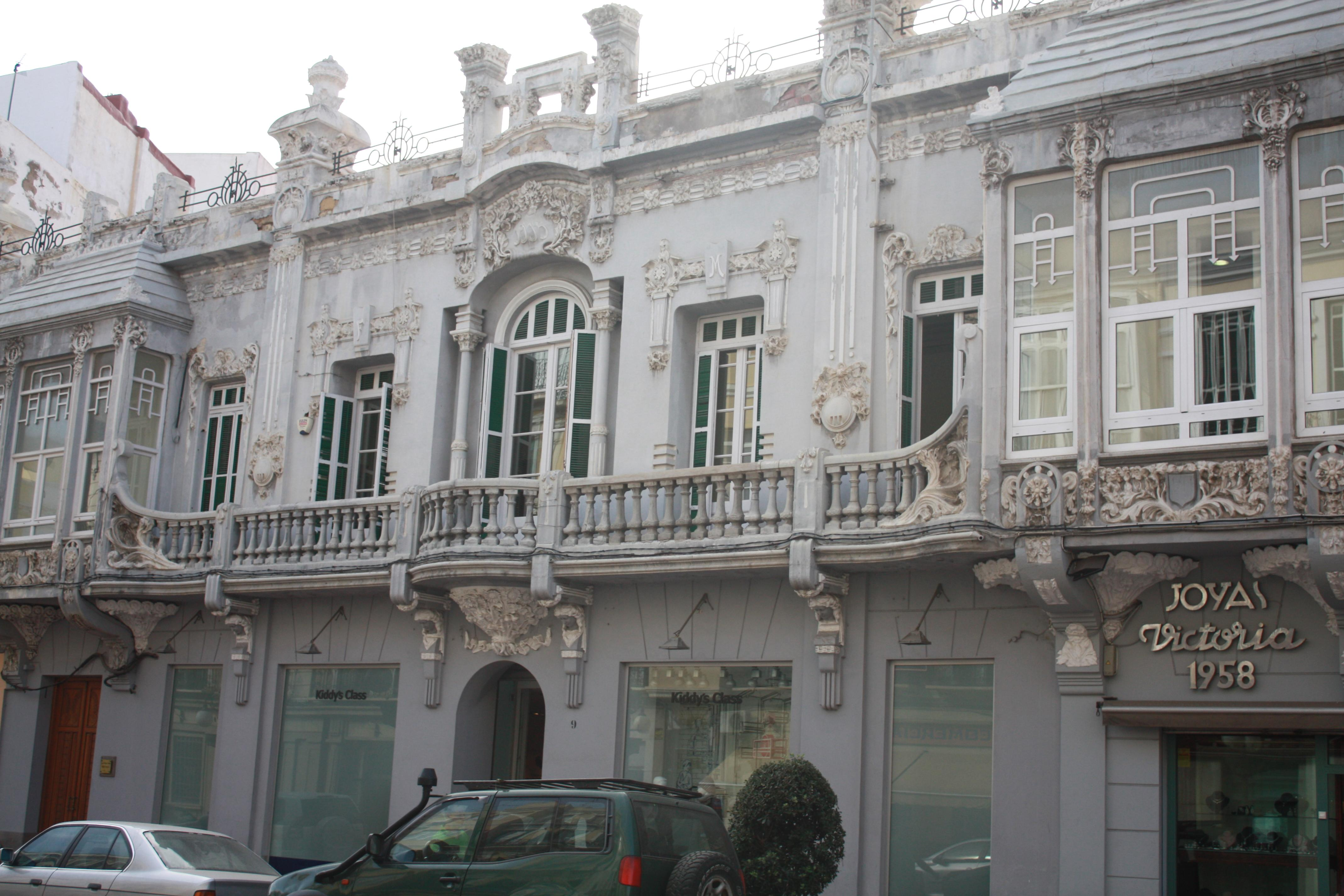
Casa Tortosa, 1914.
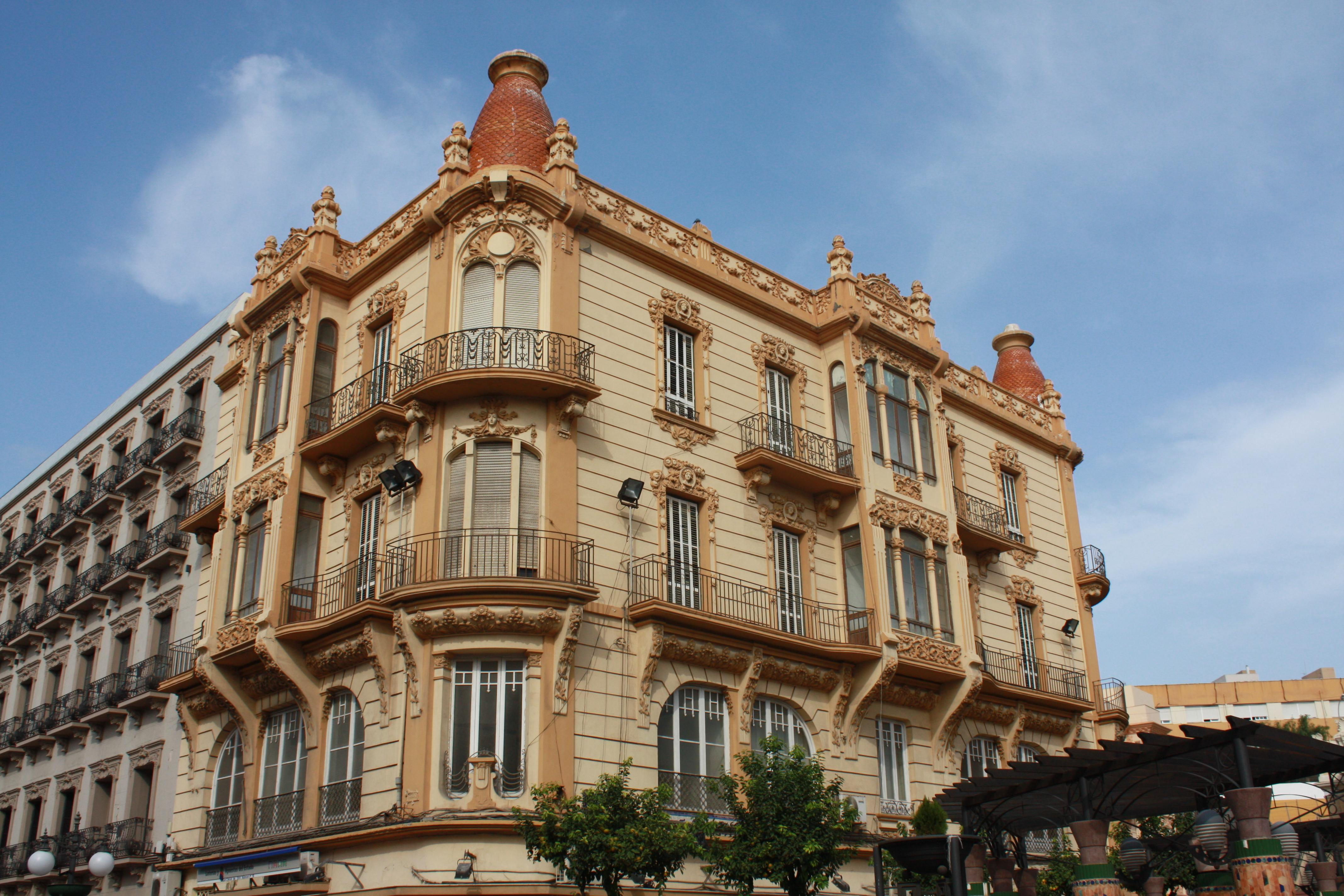
Edifici La Reconquista, 1915.
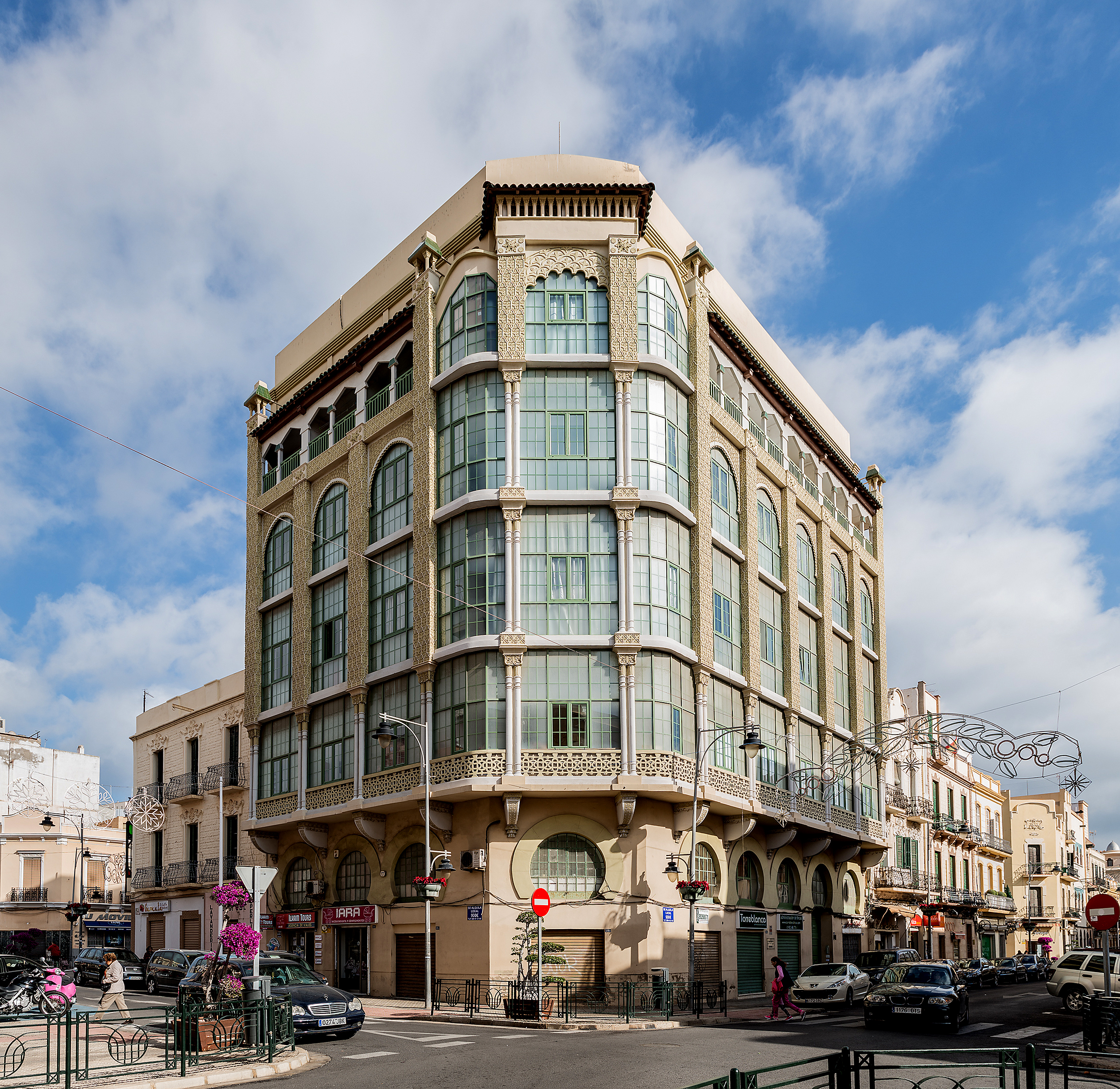
Casa de los Cristales, 1917.
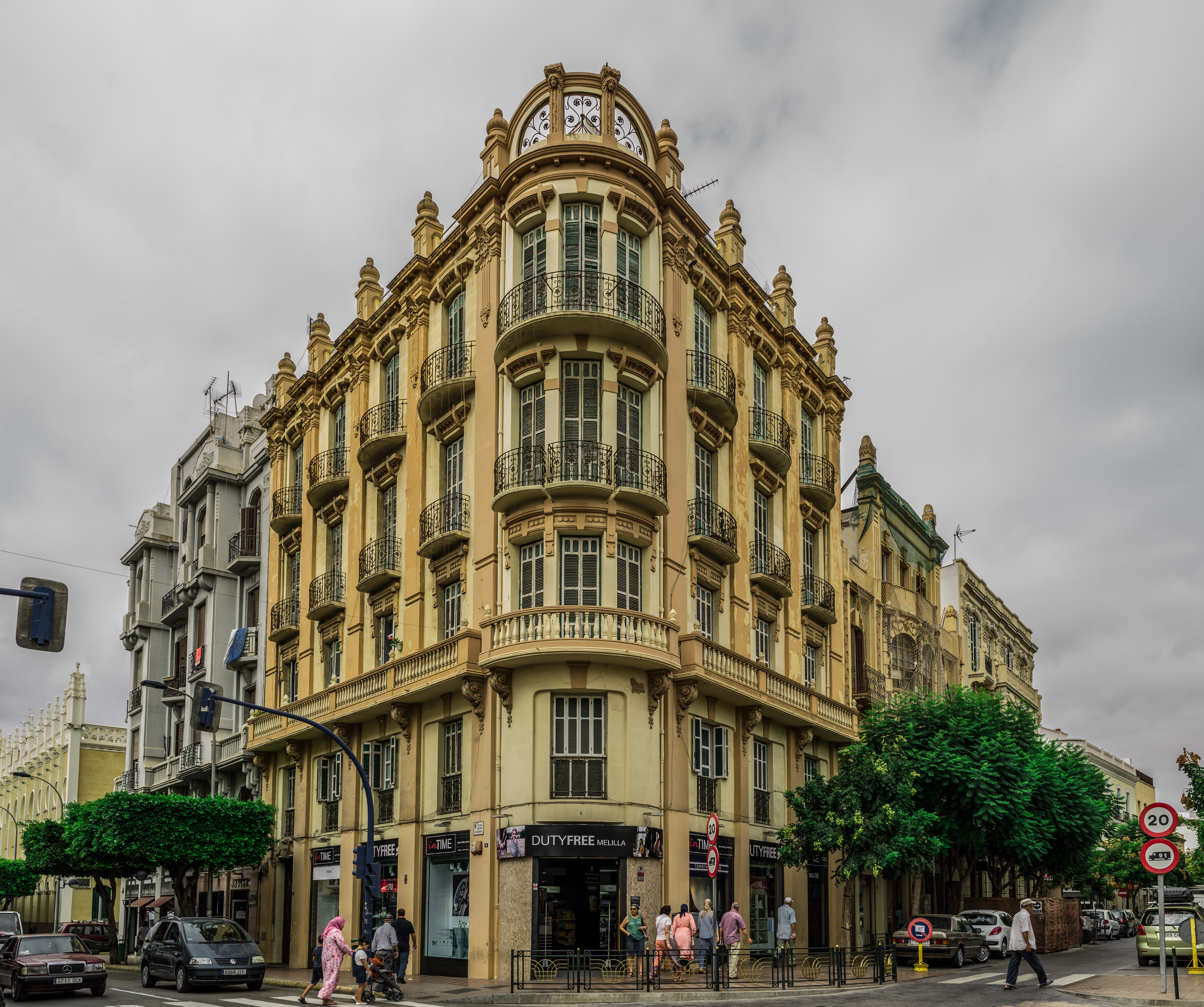
Edifici El Acueducto, 1928.
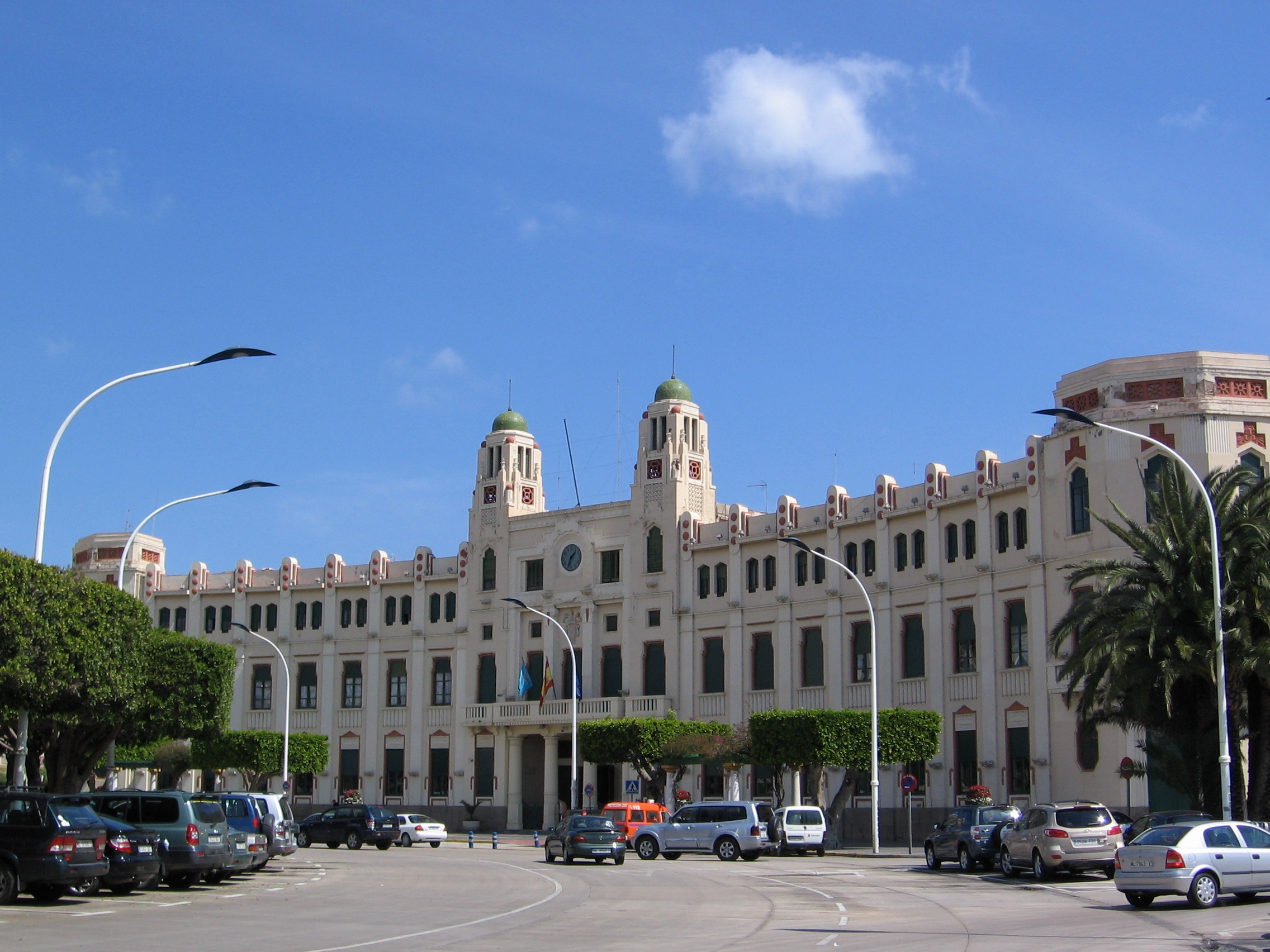
Palau de l'Assemblea de Melilla, 1948.
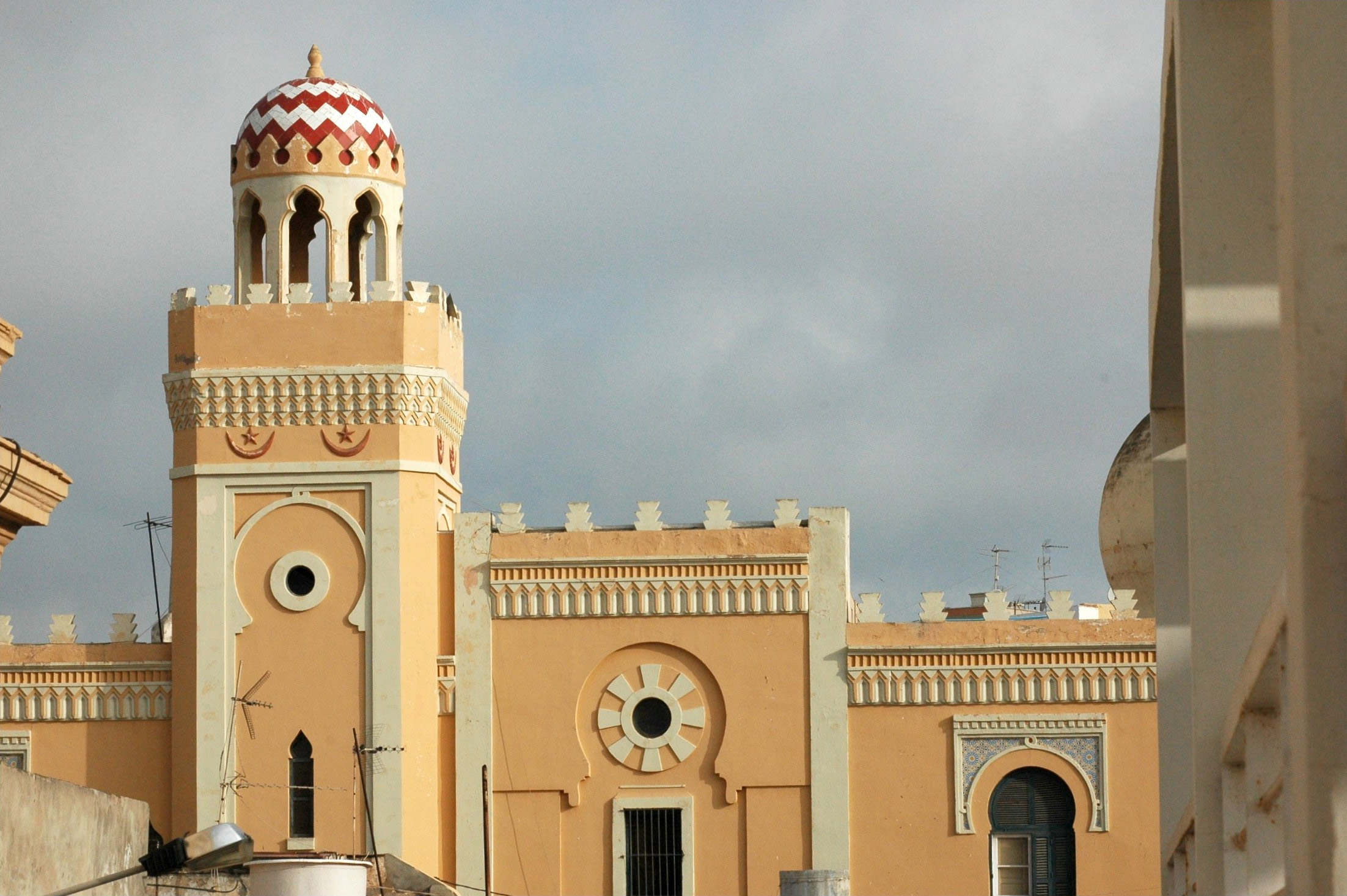
Mesquita central, 1945.